# Ernst Ruska
Ernst August Friedrich Ruska (Heidelberg, Alemanya 1906 - Berlín 1988) fou un físic, enginyer i professor universitari alemany guardonat amb el Premi Nobel de Física l'any 1986.

## Biografia
Va néixer el 25 de desembre de 1906 a la ciutat alemanya de Heidelberg. Va estudiar física a la Universitat Tècnica de Múnic, on es llicencià l'any 1927. Aquell mateix any entrà a treballar a la Universitat Tècnica de Berlín, on inicià els seus treballs de recerca científica al voltant dels electrons i on es doctorà en enginyeria l'any 1934.
Des de 1933 fins al 1955 va estar pràcticament dedicat a tasques d'investigació industrial i, fins a la seva jubilació l'any 1972, fou director del Departament de Microscòpia Electrònica de l'Institut Fritz Herber de la Societat Max Planck. Durant molts anys va alternar la seva carrera d'investigador amb la docència a la Universitat Tècnica i la Universitat Lliure de Berlín.
Ernst Ruska morí el 25 de maig de 1988 a la seva residència de Berlín.

## Recerca científica

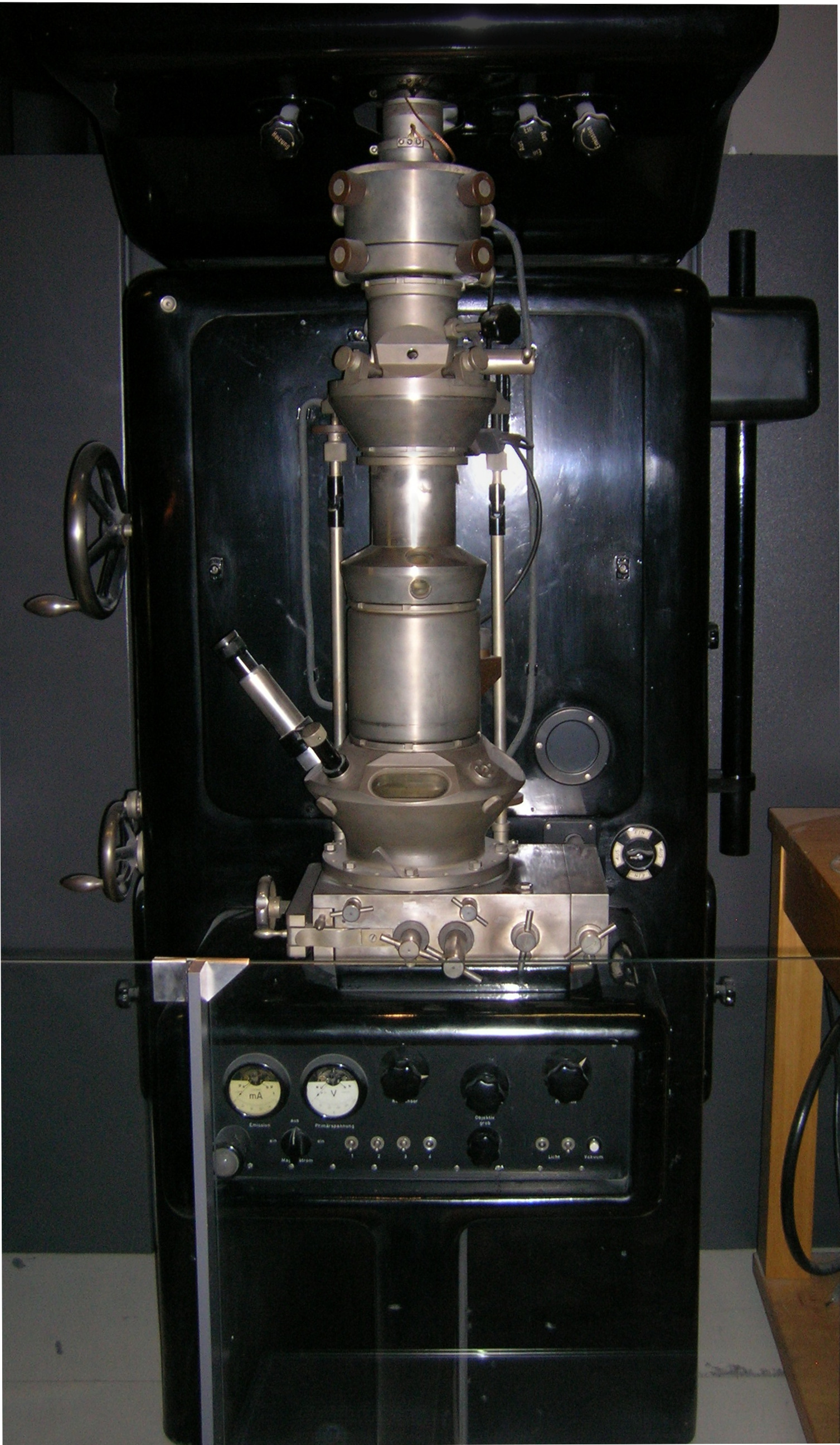
Microscopi electrònic creat per Ernst Ruska

Els seus interessos en òptica i microscòpia el van conduir a ser el primer a construir un microscopi electrònic l'any 1931. Posteriorment els seus treballs en aquesta tècnica li permeteren realitzar augments de fins a 100 vegades majors en aquesta classe d'instruments d'observació que els dels microscopis òptics, amb la utilització de l'electrònica i l'electromagnetisme capaç de crear un camp d'especial conformació i de corregir les distorsions de la imatge.
L'any 1986 fou guardonat amb el Premi Nobel de Física pel seu treball sobre els electrons òptics i pel disseny del primer microscopi electrònic, premi que compartí amb Gerd Binnig i Heinrich Rohrer pel desenvolupament, aquests últims, del microscopi d'exploració d'efecte túnel.